# Via Tripoli
Via Tripoli si trova a Firenze, da piazza Piave a piazza Cavalleggeri, incontrando a circa metà del tracciato via delle Casine.

## Storia
La strada, in posizione periferica all'estremità est della città, non lontano dall'Arno, aveva anticamente una vocazione soprattutto ospitaliera, religiosa e cimiteriale. Nella  carta del Buonsignori (1565), alla forca tra via dei Malcontenti a l'attuale via Tripoli segnalava uno slargo con le "Sepolture dei Giudei". Da piazza Piave a via delle Casine la strada era chiamata via delle Poverine, dal nome di un istituto religioso femminile, e nel tratto successivo via delle Torricelle, per certe piccole torri che si ergevano lungo la riva del fiume; più tardi assunse il nome di corso dei Tintori, ceduto poi a un'altra strada. Questa zona infatti era nota anche per le attività produttive meno nobili e più maleodoranti, che richiedevano l'uso dell'urina, quali appunto la tintura delle pezze e la conciatura delle pelli.
Qui l'Arte dei Tintori teneva lo Spedale di Sant'Onofrio, soppresso nel 1720 quando tutti i laboratori e le botteghe artigiane si trasferirono nella zona di San Frediano in Cestello. Da allora fu tenuto dalle Cappuccine e poi divenne caserma. In questo tratto di strada sorgeva anche il convento di San Girolamo, tenuto dall'ordine delle Poverine Ingesuate. Più verso piazza Cavalleggeri si trovava poi l'ospedale dei Santi Filippo e Jacopo, della compagnia di San Niccolò, che nella prima metà del Cinquecento divenne delle monache di San Miniato. Nel XVI secolo inoltre, nella zona più periferica della strada, sorgeva l'antico cimitero ebraico. È stato scritto che nella strada si compiva così un "cerchio chiuso della miseria": le anime venivano soccorse dalla fede, poi curate negli ospedali e infine sepolte.
L'alluvione del 1557 devastò l'area e fece sfollare ad esempio le suore di San Miniato, che si ritirarono e lasciarono il convento ai frati della Certosa di Firenze.
Nell'Ottocento, dopo le soppressioni, la via cambiò la sua connotazione, divenendo prevalentemente una strada di caserme militari. Da una di queste partì l'84º Reggimento di fanteria che prese parte alla conquista della Libia. Quando i militari partirono, la via si chiamava via delle Poverine, quando tornarono il nome era stato cambiato in via Tripoli, su delibera dell'amministrazione Corsini nel novembre 1911.
Negli ultimi anni, in ragione dell'area destinata a sosta degli autobus turistici presso il lungarno Guglielmo Pecori Giraldi, la strada è diventata uno degli assi di penetrazione verso piazza Santa Croce e più in generale in direzione del centro storico da parte dei turisti.

## Descrizione

### Edifici
| Immagine | N°          | Nome                                                                            | Descrizione |
| -------- | ----------- | ------------------------------------------------------------------------------- | --- |
|          | 1r          | Casa studio di Filadelfo Simi                                                   | Si tratta di un fabbricato posto all'angolo con piazza Piave, con i caratteri propri di un'architettura sacra o comunque di un edificio a destinazione speciale, che appunto su questo lato aveva il suo prospetto principale. Probabilmente si trattava di una cappella all'estremità del convento di San Girolamo delle Poverine Ingesuate. Sull'alto portone è uno scudo tra cartocci con il campo vuoto. Qui, al principio del Novecento, ebbe lo studio il pittore Filadelfo Simi. |
|          | s.n.        | Villino                                                                         | L'edificio ripropone la tipologia propria dei villini dell'ultimo trentennio dell'Ottocento (lo si può considerare edificato attorno al 1870-1880), nella sua forma più equilibrata, con il fronte organizzato su tre piani per tre assi e con il consueto balcone che segna e protegge il grande portone centrale. La proprietà è stata restaurata tra il 2008 e il 2009 e, per quanto riguarda gli interni, riconfigurata e adattata ad albergo, occupando anche il più modesto edificio contiguo, con affacci sia su piazza Piave sia su via dei Malcontenti. Nei lavori di ristrutturazione è stata scelta come cifra distintiva della residenza il colore bianco, e non solo per gli interni 'minimalisti', di modo che anche le tre facciate si distinguono (forse spiccando eccessivamente nello spazio urbano circostante) per la luminosità delle tinteggiature. |
|          | 4-6         | Caserma Curtatone e Montanara (ex- spedale di Sant'Onofrio dei Tintori)         | In antico - presumibilmente dal 1339 - l'ampio isolato oggi delimitato da via Tripoli, via delle Casine, via dei Malcontenti e piazza Piave era occupato da un complesso di edifici che ospitavano l'Università dei Tintori, lo spedale di Sant'Onofrio e una chiesa, il tutto ricadente nelle proprietà dell'Arte dei Tintori e del quale oggi rimane a memoria (almeno per quanto riguarda i prospetti esterni) il tabernacolo posto sull'angolo tra via delle Casine e via dei Malcontenti, che ancora reca l'insegna dell'arte. Nel 1719, per interessamento del granduca Cosimo III e grazie alle elargizioni di Giovanni Battista Botti, l'Università dei Tintori cedette le proprietà (nel frattempo utilizzate prima come conservatorio per le fanciulle abbandonate dette di Santa Caterina poi come lazzaretto) che furono adattate a monastero e chiesa per le Cappuccine su disegno dell'architetto Giovanni Filippo Ciocchi, con un cantiere chiuso nel 1724. Passato al demanio dello Stato in occasione delle soppressioni napoleoniche del 1808, il complesso fu comunque mantenuto nella disponibilità delle suore. Presumibilmente attorno al 1880 - alienate ampie porzioni dal lato di via delle Casine e della piazza Piave dove presto sorsero villini e palazzine - il nucleo centrale fu trasformato in caserma, originariamente denominata delle Cappuccine e quindi Curtatone e Montanara. Dismesso dal demanio militare, dopo un lungo periodo di abbandono, è stato nel 2003 concesso alla vicina Biblioteca Nazionale per essere adibito ad emeroteca: lunghi lavori sono in corso. |
|          | 9           | Caserma Cesare De Laugier (ex-ospizio di San Girolamo delle Poverine Ingesuate) | L'edificio, ad uso militare, occupa i locali dell'antico convento di San Girolamo, noto col nome di San Girolamo delle Poverine Ingesuate o, più brevemente, ospizio delle Poverine. Questo, fondato nel 1382, fu ampliato nel 1392, mentre la chiesa fu rinnovata nel 1528 e ancora nel 1586 e nel 1721. La destinazione a collegio militare data a circa il 1849 e comportò la totale perdita delle testimonianze antiche. Nel 1865 subì un notevole ampliamento e ristrutturazione ad opera dell'ingegnere Giovanni Castellazzi. Successivamente il complesso divenne sede dell'Accademia di Sanità Militare fino a che, nel 2007, fu dato in consegna alla Questura di Firenze che ha predisposto un progetto di recupero dell'intero immobile per destinarlo ad uffici e alloggi della Polizia di Stato. |
|          | 23-25-27-29 | Ex-ospedale dei Santi Filippo e Jacopo                                          | L'ospedale dei Santi Filippo e Jacopo del Ceppo (o spedale della Torricella), già documentato nei primi del Quattrocento, era retto dalla Compagnia di San Niccolò. Attraverso varie vicissitudini l'ospedale fu trasferito nel 1788 a San Bonifacio per ordine del granduca Pietro Leopoldo di Lorena. L'attuale costruzione risale agli anni settanta dell'Ottocento ed è riconducibile all'attività dell'ingegnere Nemes Martelli, indicato in calce ad una fotografia Alinari della fine di quel secolo che riproduce l'ampio prospetto dell'edificio identificandolo con la denominazione di palazzo Parenti. Divenuto sede dell'Hotel Paoli, nel 1921 l'immobile fu trasformato in civile abitazione. |
|          | 26          | Casa Pontenani                                                                  | Si tratta di una casa a schiera con il prospetto organizzato su due assi per quattro piani, dal carattere modesto. La si segnala per la presenza sulla chiave di volta del portoncino di uno scudo oggi quasi del tutto scomparso per l'abrasione della pietra, ma che ancora lascia scorgere il disegno di tre archi, per cui è facile ipotizzare un riferimento all'arme della famiglia aretina dei Pontenani (d'azzurro, alla torre sostenuta da un ponte a tre archi fondato sulla riviera, il tutto al naturale, e a sei dadi d'argento, marcati di nero, posti in capo, 3.2.1) e quindi una lettura della casa come pertinenza dell'adiacente palazzina già della stessa famiglia (al numero civico 30). Anche nello scudo che si mostra sul prospetto della casa di fronte, per quanto in questo caso l'abrasione sia ancor più accentuata, sembra scorgere la stessa arme, a documentare un significativo radicamento del casato nella zona. |
|          | 30          | Palazzina Pontenani                                                             | L'edificio costituisce la cantonata tra via Tripoli e via delle Casine, in una situazione che ricorda quella propria delle strade di un borgo, più che di una città, per la quiete e l'affacciarsi di spazi a verde, che ancor più doveva risulta palese prima dell'apertura dell'ultimo tratto di via delle Casine (tra via Tripoli e il lungarno della Zecca Vecchia), da datarsi attorno al 1880. Per quanto di non particolare rilievo architettonico, l'edificio è restaurato e ben tenuto, è nobilitato da scudi che si ripropongono sia sull'accesso al giardino (da via delle Casine) sia sulla cantonata, con l'arme della famiglia aretina dei Pontenani. La casa è dalla fine degli anni ottanta del Novecento sede della maison Regina Schrecker. |
|          | s.n.        | Biblioteca del quartiere di Santa Croce                                         | Situata in un edificio che lambiva gli orti di Santa Croce, la biblioteca del quartiere ha un piccolo fondo librario rivolto essenzialmente locale, con una sezione speciale indirizzata all'infanzia. |
|          | 42          | Villino Schmuts                                                                 | Si tratta di un edificio (annesso alla vicina Biblioteca nazionale centrale) riconducibile alla tipologia del villino ottocentesco, di stile poggiano, con un portone sormontato da un balcone ricco di decori neomanieristi, resi con particolare finezza. Sullo stesso portone è uno scudo con arme. Da segnalare anche il vasto giardino di pertinenza. |
|          | s.n.        | Casa Bigongiari                                                                 | In angolo con piazza dei Cavalleggeri, l'edificio mostra verso piazza Cavalleggeri la nuova facciata realizzata a seguito dell'atterramento della porzione dell'antico fabbricato che un tempo avanzava sull'attuale piazza, saldandosi con gli edifici che prospettano sul lungarno della Zecca Vecchia. Tale demolizione è da datarsi al 1909, legata com'è all'erezione della nuova sede della Biblioteca Nazionale Centrale e alla creazione dello spiazzato antistante il complesso. Nonostante si debbano quindi datare le facciate al secondo decennio del Novecento, queste si presentano in assoluta continuità con la tradizione ottocentesca ed escludono qualsiasi riferimento alle novità del primo Novecento. In questa casa ebbe lo studio tra il 1942 e il 1980 il pittore Ugo Capocchini (lo ricorda una lapide posta alla destra del portone d'ingresso) e il poeta e storico della letteratura Piero Bigongiari, che qui morì nel 1997. |

### Lapidi
La casa al n. 8 ha una lapide in ceramica che ricorda il livello raggiunto dalle acque durante l'alluvione di Firenze del 1966. 

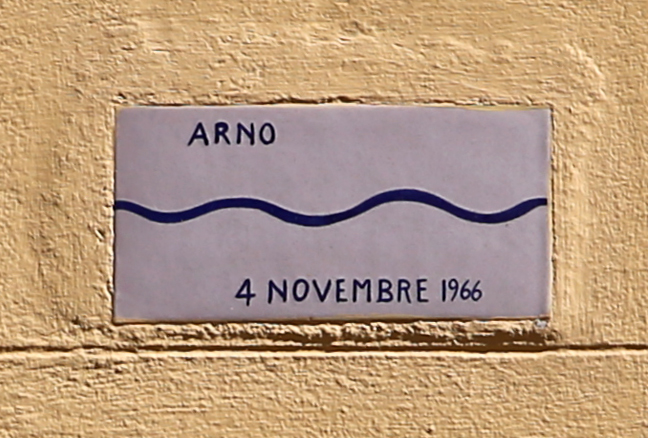

Nelle rimesse dell'Hotel Lucchesi che affaccia sul lungarno, quando aperte, si trova una lapide proveniente probabilmente dall'antica hall dell'albergo:
| CASA FONDATA NELL'ANNO 1860 DA DEMETRIO ED EMILIA LUCCHESI |

## Note

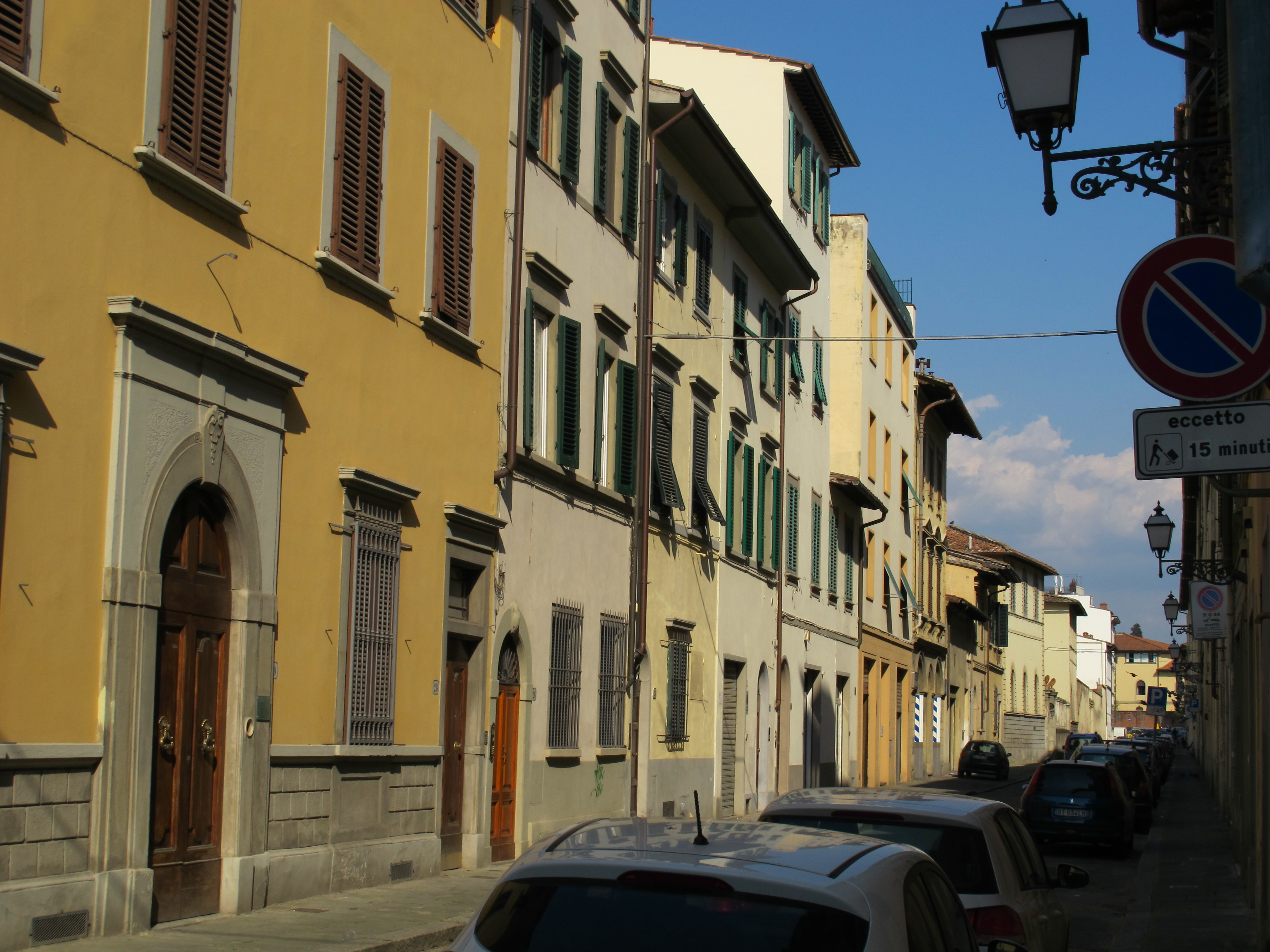
Via Tripoli